# ラモット＝デュ＝ローヌ
ラモット・デュ・ローヌ （Lamotte-du-Rhône）は、フランス、プロヴァンス＝アルプ＝コート・ダジュール地域圏、ヴォクリューズ県のコミューン。

## 地理
アヴィニョンの北37キロにあり、ヴォクリューズ県の最も北西部に位置する。

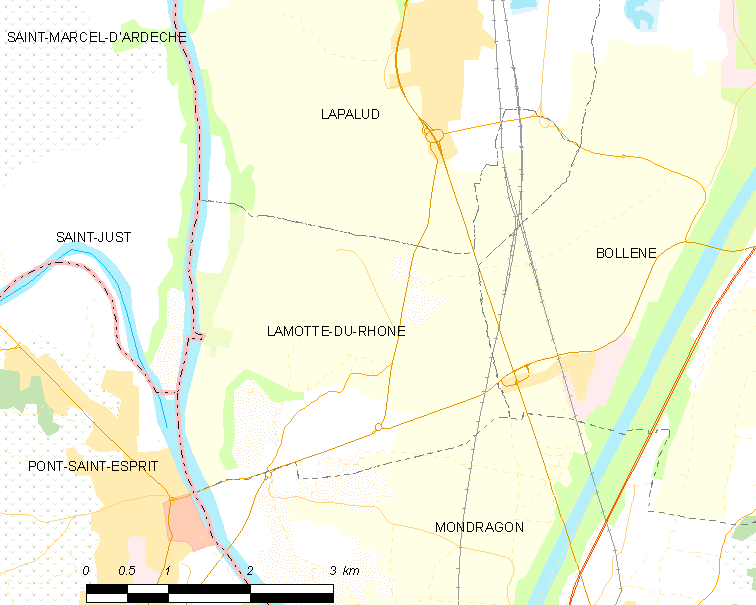
コミューンの地図

北でラパリューと、東でボレーヌfr:Bollèneと、南でモンドラゴンと、南西でポン＝サン＝テスプリと、西でサン＝ジュスト＝ダルデシュfr:Saint-Just-d'Ardècheとそれぞれ接する。

## 交通

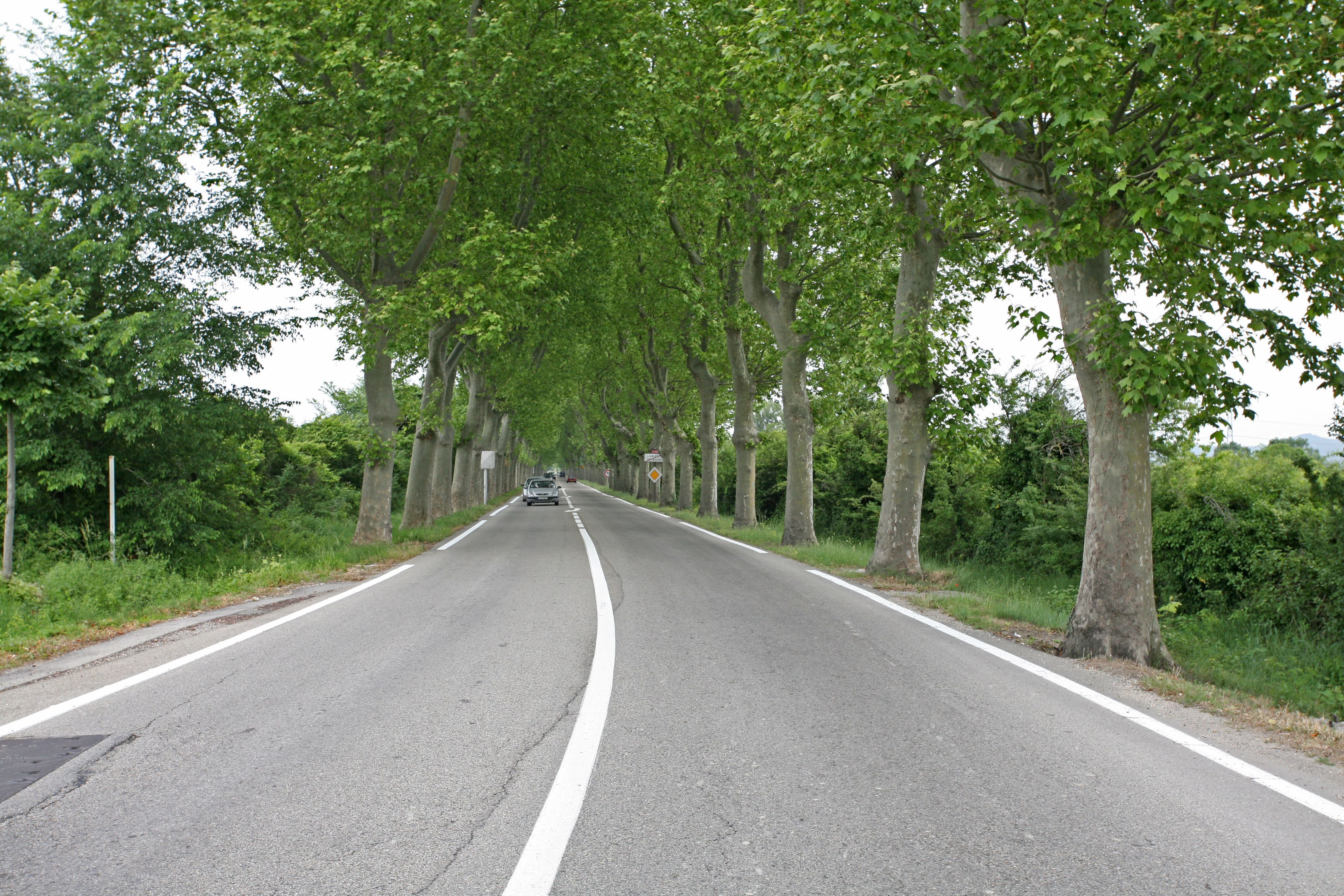
ラモット・デュ・ローヌの東部にある国道86号線の出口

国道86号線は東西を軸としてコミューンを通過する。県道63号線、63b号線、歩行者専用道路fr:GR4もコミューンに通じる。最寄りの高速道路はA7である。

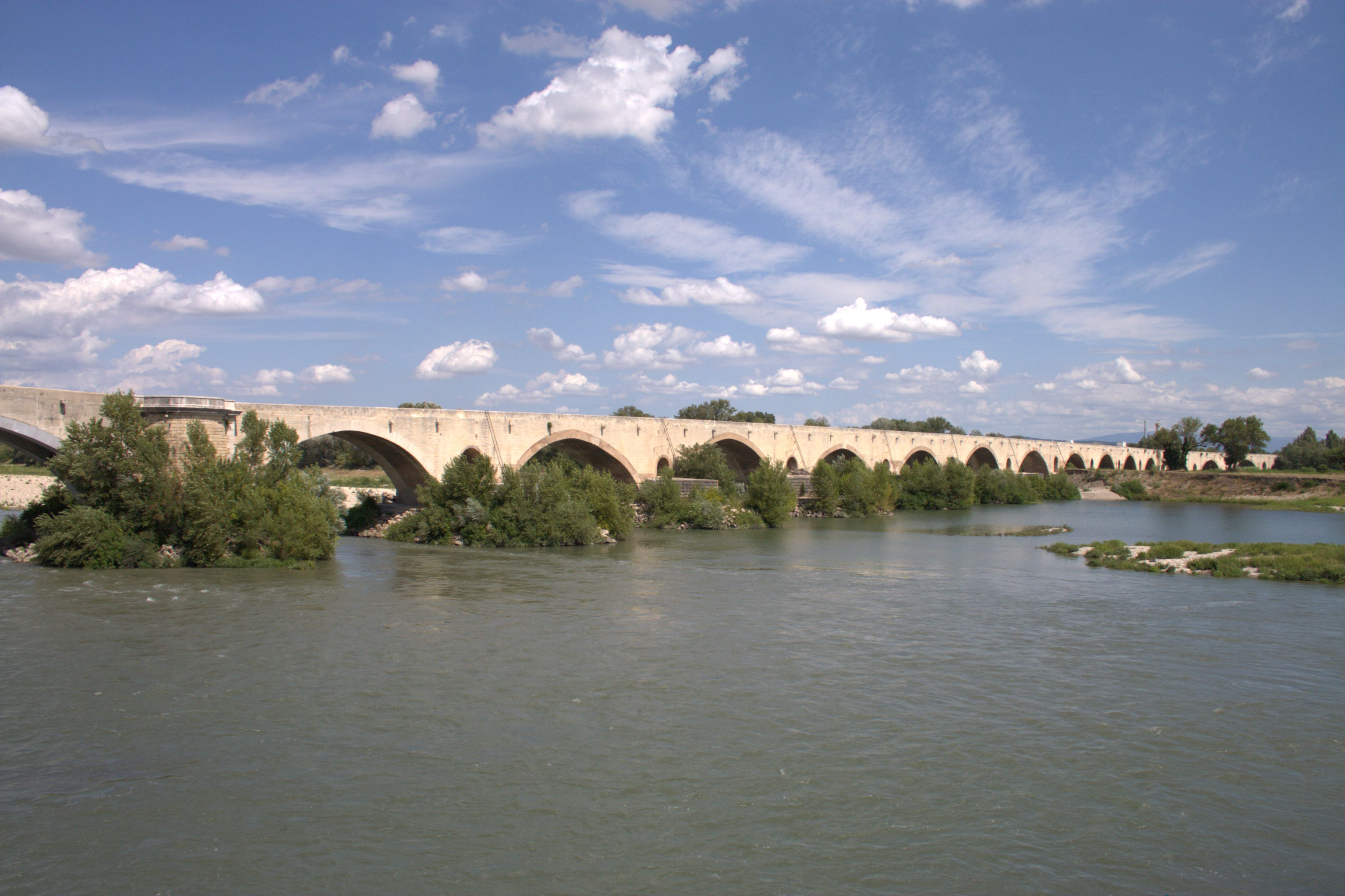
ポン＝サン＝テスプリとラモット・デュ・ローヌを結ぶローヌ川に架かる中世の橋の眺め

## 人口統計
| 1962年 | 1968年 | 1975年 | 1982年 | 1990年 | 1999年 | 2006年 |
| ------ | ------ | ------ | ------ | ------ | ------ | ------ |
| 353    | 397    | 385    | 372    | 358    | 416    | 403    |

参照元:1968年以降INSEE